# Порт-Ізабел (Техас)
Порт-Ізабел (англ. Port Isabel) — місто (англ. city) в США, в окрузі Камерон штату Техас. Населення — 5028 осіб (2020).

## Географія
Порт-Ізабел розташований за координатами 26°4′0″ пн. ш. 97°14′41″ зх. д. / 26.06667° пн. ш. 97.24472° зх. д. (26.066676, -97.244788).  За даними Бюро перепису населення США в 2010 році місто мало площу 35,39 км², з яких 17,36 км² — суходіл та 18,03 км² — водойми.

### Клімат
Місто знаходиться у зоні, котра характеризується вологим субтропічним кліматом. Найтепліший місяць — серпень із середньою температурою 28.9 °C (84.1 °F). Найхолодніший місяць — січень, із середньою температурою 16 °С (60.8 °F).
| Клімат Порт-Ізабела     | Клімат Порт-Ізабела | Клімат Порт-Ізабела | Клімат Порт-Ізабела | Клімат Порт-Ізабела | Клімат Порт-Ізабела | Клімат Порт-Ізабела | Клімат Порт-Ізабела | Клімат Порт-Ізабела | Клімат Порт-Ізабела | Клімат Порт-Ізабела | Клімат Порт-Ізабела | Клімат Порт-Ізабела | Клімат Порт-Ізабела |
| Показник                | Січ.                | Лют.                | Бер.                | Квіт.               | Трав.               | Черв.               | Лип.                | Серп.               | Вер.                | Жовт.               | Лист.               | Груд.               | Рік                 |
| Абсолютний максимум, °C | 31,7                | 32,8                | 37,8                | 35,6                | 36,7                | 37,2                | 37,2                | 37,2                | 39,4                | 35,6                | 35                  | 32,2                | 39,4                |
| Середній максимум, °C   | 20,1                | 21,4                | 23,7                | 26,6                | 29,2                | 31,6                | 32,3                | 32,6                | 31,3                | 28,8                | 24,9                | 21,2                | 27                  |
| Середня температура, °C | 16                  | 17,4                | 19,9                | 23,2                | 26,1                | 28,3                | 28,8                | 28,9                | 27,7                | 25                  | 21                  | 17,2                | 23,3                |
| Середній мінімум, °C    | 11,9                | 13,4                | 16,2                | 19,9                | 22,9                | 24,9                | 25,3                | 25,3                | 24,2                | 21,3                | 17,1                | 13,1                | 19,6                |
| Абсолютний мінімум, °C  | −5,6                | −5                  | −0,6                | −3,3                | 11,1                | 16,7                | 18,9                | 16,7                | 12,8                | 2,8                 | 1,1                 | −8,3                | −8,3                |
| Норма опадів, мм        | 43                  | 36                  | 29                  | 42                  | 56                  | 54                  | 37                  | 48                  | 144                 | 87                  | 52                  | 48                  | 675                 |
| Днів з опадами          | 7                   | 6                   | 4                   | 3                   | 4                   | 4                   | 3                   | 4                   | 8                   | 7                   | 6                   | 7                   | 63                  |
| ----------------------- | ------------------- | ------------------- | ------------------- | ------------------- | ------------------- | ------------------- | ------------------- | ------------------- | ------------------- | ------------------- | ------------------- | ------------------- | ------------------- |
| Джерело: Weatherbase    |                     |                     |                     |                     |                     |                     |                     |                     |                     |                     |                     |                     |                     |

## Демографія
Згідно з переписом 2010 року, у місті мешкало 5006 осіб у 1683 домогосподарствах у складі 1220 родин. Густота населення становила 141 особа/км².  Було 2206 помешкань (62/км²).
Расовий склад населення:
| - 83,3 % — білих - 0,5 % — чорних або афроамериканців - 0,5 % — азіатів - 0,3 % — корінних американців - 13,0 % — осіб інших рас |

До двох чи більше рас належало 2,3 %. Частка іспаномовних становила 76,5 % від усіх жителів.
За віковим діапазоном населення розподілялося таким чином: 28,6 % — особи молодші 18 років, 57,9 % — особи у віці 18—64 років, 13,5 % — особи у віці 65 років та старші. Медіана віку мешканця становила 34,3 року. На 100 осіб жіночої статі у місті припадало 97,0 чоловіків;  на 100 жінок у віці від 18 років та старших — 96,3 чоловіків також старших 18 років.
Середній дохід на одне домашнє господарство  становив 48 374 долари США (медіана — 31 765), а середній дохід на одну сім'ю — 48 916 доларів (медіана — 36 859). Медіана доходів становила 29 083 долари для чоловіків та 28 558 доларів для жінок. За межею бідності перебувало 32,8 % осіб, у тому числі 52,8 % дітей у віці до 18 років та 22,3 % осіб у віці 65 років та старших.
Цивільне працевлаштоване населення становило 1917 осіб. Основні галузі зайнятості: мистецтво, розваги та відпочинок — 22,7 %, освіта, охорона здоров'я та соціальна допомога — 20,9 %, роздрібна торгівля — 10,5 %, науковці, спеціалісти, менеджери — 10,5 %.